# Хенутмира
Хенутмира (егип. Ḥnw.t-mj-Rˁ) — древнеегипетская царица из XIX династии, одна из восьми «великих супруг» фараона Рамсеса II.
Имя Хенутмиры означает «Подобная Ра».

## Биография

### Происхождение
Вероятно, Хенутмира была дочерью Сети I и царицы Туи, младшей сестрой Рамсеса II и Тиа. Данное предположение основано на том, что на статуе жены Сети I, находящейся ныне в Ватикане, Хенутмира изображена рядом со своей матерью. В отличие от принцессы Тиа титул «Сестра фараона» Хенутмира не носила, что делает её либо младшей сестрой либо дочерью Рамсеса. Точных упоминаний об их родстве нет.

### Титулы
Став «Великой супругой» Рамсеса II Хенутмира, если была его дочерью, стала четвёртой женой после Бент-Анат, Меритамон и Небеттауи. Принцесса изображена на статуе в Абусире в качестве дочери Рамсеса II. Вместе с Бент-Анат изображена также на статуе в Гелиополе — обе носят титулы «Наследная принцесса», «Возлюбленная», «Госпожа юга и севера», «Дочь фараона», «Великая царская жена».

### Усыпальница
Хенутмира умерла на 40-й год царствования своего брата, и была похоронена в гробнице QV75 в Долине цариц, которую разграбили ещё в древности. Её саркофаг позже при XXII Династии использовался для погребения фараона-жреца Харсиса I в Мединет-Абу. Сегодня он выставлен в Каирском музее.

## В массовой культуре
- В бразильской библейской теленовелле «Десять заповедей» (порт. Os Dez Mandamentos) Хенутмира представлена дочерью фараона Сети I, которая выловила из вод Нила младенца Моисея. Роль Хенутмиры исполнила бразильская актриса Вера Циммерманн.